# Les setze roses de Zufre
Les setze roses de Zufre van ser un grup de dones republicanes del municipi de Zufre (Província de Huelva), torturades, violades i assassinades a l'alçada de Higuera de la Sierra, entre setembre i el 4 de novembre de 1937 per les tropes de l'exèrcit Franquista.
Arran del Cop d'estat del 18 de juliol i en els dies posteriors, les tropes sollevades del General Franco es van apoderar de la ciutat de Sevilla, convertint-la en la base des d'on es van llençar ofensives contra Huelva, Madrid (per Extremadura) i Màlaga. L'exèrcit, els legionaris i les milícies feixistes, encoratjats per les terribles proclames que el general Queipo de Llano emetia des de Radio Sevilla, van instaurar un règim de terror, deixant al seu pas milers de morts anònims, enterrats en cunetes i fosses comunes.
A la província de Huelva, malgrat els primers intents de resistència de la conca minera, no hi va haver guerra i els feixistes van desencadenar la                                                                                                                       persecució cruenta de qualsevol persona sospitosa de simpatitzar amb la Segona República o d'haver militat en algun partit o sindicat d'esquerres. Molts homes van fugir a les muntanyes i les seves mares, germanes o esposes van ser sotmeses a humiliacions públiques, rapades, violades, obligades a beure oli de ricí i posteriorment assassinades.
Durant el setembre i fins al 4 de novembre de 1937, Remedios Gil, Mariana Sánchez, Amadora Sánchez, Encarnación Méndz, Elena Ramos, Bernabela Rodríguez, Alejandra Garzón, Teodora Garzón, Amadora Rodríguez, Modesta Huerta, Dominica Rodríguez, Felipa Rufo, Antonia Blanca, Josefa Labrador, Faustina Ventura i Carlota Garzón, van ser passejades mig nues pel poble i carregades en un camió, en presència de llurs fills, suposadament amb destinació a Aracena per ser jutjades, però en realitat en direcció al poble de Higuera de la Sierra on van ser assassinades una per una, juntament amb cinc homes més.
Els treballs arqueològics en el cementiri de Higuera de la Sierra només han localitzat actualment sis cossos amb evidències de mort violenta.